# EPIC 206403979
EPIC 206403979 — одиночная звезда в созвездии Водолея на расстоянии (вычисленном из значения параллакса) приблизительно 10718 световых лет (около 3286 парсеков) от Солнца.
Вокруг звезды обращается, как минимум, одна планета.

## Характеристики
EPIC 206403979 — оранжевый карлик спектрального класса K. Масса — около 0,55 солнечной, радиус — около 0,48 солнечного. Эффективная температура — около 4840 К.

## Планетная система
В 2016 году командой астрономов было объявлено об открытии планеты.